# Skye Bennett
Skye Deva Bennett (* 2. Mai 1995 in London) ist eine britische Schauspielerin.

## Leben
Bennett besucht die Jackie Palmer Stage School in High Wycombe, England und hat zwei ältere Schwestern. Eine davon ist Eliza Bennett, welche ebenfalls Schauspielerin ist.

## Filmografie (Auswahl)
- 2006: Shadow Man – Kurier des Todes (Shadow Man)
- 2007: The Good Night
- 2007: Boy A
- 2007: Ballet Shoes (Fernsehfilm)
- 2008: Dark Floors
- 2008: It’s Alive
- 2009: Against the Dark
- 2009: Skellig (Fernsehfilm)
- 2010: Die Säulen der Erde (The Pillars of the Earth, Fernseh-Mehrteiler)
- 2015: Is This Rape? Sex on Trial (Fernsehfilm)
- 2016: Friday Night Dinner (Staffel 4, Folge 3)
- 2016: Casualty (Fernsehserie, eine Folge)
- 2017: Xenoblade Chronicles 2 (Synchronsprecherin, Pyra/Mythra/Pneuma)
- 2018: Xenoblade Chronicles 2: Torna – The Golden Country (Synchronsprecherin, Mythra)